# Back to Oakland
Back to Oakland är det amerikanska bandet Tower of Powers fjärde album, utgivet 1974.

## Låtlista
Där inget annat anges är låtarna skrivna av Emilio Castillo och Stephen Kupka.
1. "Oakland Stroke..." (Castillo/Kupka/Garibaldi/Tower of Power) - 0:53
2. "Don't Change Horses" (In The Middle Of A Stream) (L. Williams/Johnny 'Guitar' Watson) - 4:28
3. "Just When We Start Makin's It" (Castillo/Kupka/L. Williams) - 6:30
4. "Can't You See (You Doin' Me Wrong)" (Castillo/Kupka/L. Williams) - 3:00
5. "Squib Cakes" (C. Thompson) - 7:49
6. "Time Will Tell" - 3:11
7. "Man From the Past" (Castillo/Kupka/L. Williams) - 4:00
8. "Love's Been Gone So Long" (B. Conte) - 4:47
9. "I Got the Chop" - 2:59
10. "Below Us, All The City Lights" - 4:20
11. "...Oakland Stroke" (Castillo/Kupka/Garibaldi/Tower of Power) - 1:08

## Medverkande
- Lenny Pickett - tenorsaxofon, althorn, bassaxofon, sopransaxofon, flöjt, altflöjt, piccolo
- Stephen 'Doc' Kupka - barytonsaxofon, engelskt horn, sång
- Greg Adams - trumpet, flygelhorn, klockspel, sång
- Mic Gillette - trumpet, flygelhorn, trombon, bastrombon, sång
- Bruce Conte - gitarr, sång
- Chester Thompson - orgel, baspedal, piano, elpiano, clavinet, sång
- Emilio Castillo - tenorsaxofon, sång
- Brent Byars - kongas
- David Garibaldi - trummor
- Francis Rocco Prestia - bas
- Lenny Williams - sång
- Ray Gillette - trombon på "Time Will Tell"
- Kell Houston - trombon på "Time Will Tell"
- Marilyn Scott - sång på "Time Will Tell"
- Alice Thompson sång på "Time Will Tell"
- Pepper Watkins - sång på "Can't You See", "Just When We Start Makin' It", Love's Been Gone So Long" och "Don't Change Horses"

Medverkande endast på "Below Us, All The City Lights"
- Bud Shank - flöjt, altflöjt, altsaxofon, piccolo
- Frank Rosolino & Tom Shepard - trombon
- Vincent DeRosa, David Duke, & Richard Perissi - valthorn